# Електронна структура виробу
Електро́нна структу́ра ви́робу — конструкторський документ, що містить склад складальної одиниці, комплексу або комплекту та ієрархічні відносини (зв'язку) між його складовими частинами й інші дані в залежності від його призначення.

## Загальні поняття
Електронна структура виробу  (ЕСВ) — виконується лише в електронній формі і призначена для використання в комп'ютерному середовищі і є узагальнювальним документом,  що консолідує технічні дані про виріб, і призначена для організації інформаційної взаємодії між автоматизованими системами.
ЕСВ виконують у вигляді набору даних, про сукупність інформаційних об'єктів, що містять дані про: виріб; його складові частини та їх входимість; документи, що визначають виріб і його складові частини, а також їх властивості (характеристики).
Інформацію змістовної частини ЕСВ представляють у візуальній формі (наприклад, на екрані дисплея), як правило:
- у формі, що відображає структуру виробу у вигляді графу, вершини якого відповідають складовим частинам виробу (складальним одиницям, комплексам, комплектам, деталям), а ребра визначають зв'язки між складовими частинами;
- у формі багаторівневого списку.

ЕСВ надає не тільки інформацію про складові частини виробу, але і описує їх структуру, взаємозв'язок, ієрархію. Так само тут може міститися інформація про зміни, версі] складових частин, проєктну і робочу документацію.

## Використання
Наприклад, ЕСВ використовують для організації інформаційної взаємодії між САПР і системою управління даними про виріб, системою управління даними про виріб і системами управління виробництвом, системою управління даними про виріб і системою управління експлуатацією тощо. 
Якщо у випадку виконанні конструкторської документації на паперових носіях основним конструкторським документом була специфікація, то при використанні електронних документів на перше місце виходить саме ЕСВ, а специфікації відводиться роль звіту поряд з різними відомостями на складові частини виробів (відомість покупних, відомість специфікацій тощо). Тобто при здачі в електронний архів крім самих документів повинна здаватися і ЕСВ.

## Загальні вимоги до виконання ЕСВ
Змістовна частина ЕСВ визначає склад складальної одиниці, комплексу або комплекту,
зв'язку його складових частин (входимість) та інші дані, які можуть бути пов'язані (асоційовані) з виробом або його складовою частиною, і виконується у вигляді набору даних у вигляді сукупності інформаційних об'єктів. Для однакового представлення ЕСВ в комп'ютерному середовищі використовують моделі даних інформаційних об'єктів, регламентовані ISO 10303, ДСТУ ISO 10303-22:2007.
Правила застосовності і замінності (в тому числі взаємозамінності) складові частини виробу
подають за допомогою приєднання до інформаційного об'єкта, що відображає зв'язки між складовими частинами, інформаційного об'єкта, що відображає зв'язки відповідно до ISO 10303-41.
Властивості подаються допомогою приєднання до інформаційного об'єкта, що відображає виріб та  або його складові частини, інформаційного об'єкта, що описує вид властивості, одиницю вимірювання та значення.

## Вимоги до технічного вмісту ЕСВ
Склад і способи подання технічних даних у ЕСВ визначаються її призначенням, стадією (етапом) життєвого циклу продукції і моделлю даних. Для одного і того ж виробу можуть розроблятися і застосовуватися різновиди ЕСВ, що виконуються з метою визначення конкретних аспектів опису виробу. Номенклатуру, технічний зміст і відповідну йому модель даних ЕСВ встановлює розробник, якщо це не визначено в технічному завданні.
Розрізняють, зазвичай, такі основні різновиди ЕСВ: функціональну, конструктивну, виробничо-технологічну, фізичну, експлуатаційну та суміщену.
Функціональна ЕСВ призначена для визначення призначення виробу і його складових частин і поставлених до них функціональних вимог. Як правило, функціональна ЕСВ виконується на стадії розробки технічної пропозиції на виріб.
Конструктивна ЕСВ призначена для відображення конкретних технічних рішень, що визначають конструкцію комплексів, складальних одиниць і комплектів. Як правило, конструктивна ЕСВ виконується на стадіях розробки ескізного проєкту, технічного проєкту і робочої конструкторської документації.
Виробничо-технологічна ЕСВ призначена для відображення особливостей технології виготовлення та (переважно) складання виробу. Виробничо-технологічна ЕСВ виконується на стадіях технологічної підготовки виробництва і у процесі виробництва виробу.
Фізична ЕСВ призначена для відображення інформації про конкретний зразок виробу. Фізична ЕСВ виконується на стадії виробництва виробу і, як правило, коригується протягом всього терміну експлуатації (наприклад, відбиваючи зміни в комплектації даного зразка виробу).
Експлуатаційна ЕСВ призначена для відображення інформації про ті складові частини виробу, які підлягають обслуговуванню та/або заміні в ході використання виробу за призначенням. Експлуатаційна ЕСВ виконується на стадіях розробки ескізного проєкту, технічного проєкту і робочої конструкторської документації.
Суміщена ЕСВ призначена для відображення комплексної інформації про виріб включає в себе окремі різновиди ЕСВ (наприклад, конструктивну ЕСВ та експлуатаційну ЕСВ).
ЕСВ позначають за правилами присвоєння позначення для основного конструкторського документа за ГОСТ 2.102-68 та ГОСТ 2.201-80. Різновиди ЕСВ позначають символьним кодом у відповідному реквізиті згідно з ГОСТ 2.104-2006:
- Ф — функціональна ЕСВ;
- К — конструктивна ЕСВ;
- Т — виробничо-технологічна ЕСВ;
- С — фізична ЕСВ;
- Е — експлуатаційна ЕСВ;
- Б — суміщена ЕСВ.